# Veyrines-de-Domme
Veyrines-de-Domme è un comune francese di 248 abitanti situato nel dipartimento della Dordogna nella regione della Nuova Aquitania.

## Società

### Evoluzione demografica
Abitanti censiti